# Zugfolge
Der im umgangssprachlichen verwendete Begriff Zugfolge, häufig synonym auch als Zugfolgezeit bezeichnet, beschreibt in diesem Sinn den zeitlichen Abstand zwischen zwei hintereinander fahrenden Zügen.

## Allgemeines
In der Verkehrswissenschaft werden die Begriffe Zugfolge und Zugfolgezeit strikt voneinander getrennt.
Zugfolge ist verkehrswissenschaftlich die Aufeinanderfolge von Zügen (allgemein: Beförderungseinheiten) auf einer bestimmten Strecke oder an einem bestimmten Ort, die in der Regel im Fahrplan vorgeschrieben oder festgelegt ist.
Zugfolgezeit hingegen ist der Zeitabstand zwischen Abfahrt, Ankunft oder Durchfahrt aufeinanderfolgender Züge auf einem Bahnhof oder der Strecke (Strecken-Zugfolgezeit), gemessen am gleichen Ort.

## Fahrplanmäßige Zugfolge
Die fahrplanmäßige Zugfolge gibt darüber Auskunft, wie stark frequentiert ein Zugfolgeabschnitt ist, und kann je nach Tageszeit variieren. So ist bei vielen städtischen Bahnen (S-Bahn, U-Bahn) eine sehr dichte Zugfolge in der Hauptverkehrszeit morgens und am späten Nachmittag, eine weniger dichte Zugfolge zu anderen Tageszeiten und eine stark ausgedünnte Zugfolge nachts üblich, um den Fahrzeugeinsatz (und damit die Betriebskosten) der tageszeitlich schwankenden Nachfrage, der sogenannten Tagesganglinie, anzupassen. Mit dieser Größe lassen sich auch Verkehrszählungen im Bahnverkehr durchführen, in dem etwa die Fahrgastzahl in einem Zug genau gezählt und dann mit der stündlichen Anzahl der Züge multipliziert wird, um die Fahrgastzahl pro Stunde zu erhalten. Sie ist etwa vergleichbar mit der Fahrzeugdichte im Straßenverkehr.

## Minimale Zugfolge
Die minimal mögliche Zugfolge ist von den baulichen Gegebenheiten, insbesondere der signaltechnischen Ausrüstung der Strecke, abhängig. Bei Eisenbahnen nach EBO, U-Bahnen und signalmäßig gesicherten Abschnitten von Straßenbahnen (beide nach BOStrab) wird die Strecke in Blockabschnitte aufgeteilt, an deren Anfang und Ende jeweils ein Signal steht. In jedem dieser Blockabschnitte darf sich (von Störungsfällen und Rangierfahrten abgesehen) jeweils nur ein Zug befinden, um Auffahrunfälle zu verhindern. Die Einfahrt des nächsten Zuges in einen Blockabschnitt wird erst dann durch einen entsprechenden Signalbegriff freigegeben, wenn der vorausfahrende Zug den Blockabschnitt (sowie einen kurzen Abschnitt hinter dem Zielsignal, den Durchrutschweg, der Auffahrunfälle bei versehentlichem Überfahren des Zielsignals mit nachfolgender Zwangsbremsung verhindern soll) vollständig geräumt hat. Eine kürzere Zugfolge erfordert daher kürzere Blockabstände, und damit kürzere Signalabstände.

## Verkürzung der Zugfolge
Die Verkürzung der Signalabstände stößt aber sowohl aus Kostengründen als auch aus praktischen Überlegungen (Blockabschnitte werden kürzer als die Bremsweglänge eines Zuges, zu viele Signale, so dass ein Triebfahrzeugführer das für ihn aktuell gültige Signal nicht mehr sicher wahrnehmen kann ohne durcheinander zu kommen) schnell an Grenzen, so dass Zugfolgen unter 2 bis 3 Minuten mit konventionellen Signalen nur schwierig zu realisieren sind. Ein möglicher Ausweg sind Signale, welche nicht nur einen, sondern mehrere der folgenden Blockabschnitte signalisieren. Sie ermöglichen somit eine Anpassung seiner Geschwindigkeit und stellen ausreichende Bremswege sicher, ohne dass der Triebfahrzeugführer mehrere Signale oder zu viele Signale in kurzer Zeit wahrnehmen und im Gedächtnis behalten müsste. Da aber auch hier bald Grenzen erreicht werden, ist eine weitere Verdichtung der Zugfolge nur mit Systemen zur Führerstandssignalisierung möglich, welche eine dauerhafte Kommunikation zwischen Stellwerk und Triebfahrzeug über eine kontinuierliche Zugbeeinflussung (zum Beispiel über LZB-Linienleiter, Funk bei ETCS Level 2 oder Schienen bei TVM) aufrechterhalten und im Führerstand immer die aktuelle Höchstgeschwindigkeit sowie Informationen zu anstehenden Bremsvorgängen anzeigen, so dass der Triebfahrzeugführer nicht mehr auf streckenseitige Vor- und Hauptsignale achten muss.
Führerstandssignalisierungen ermöglichen durch die ständige Kommunikation zwischen Fahrzeug und Stellwerk außerdem das automatische Fahren der Züge mit Fahrer (zum Beispiel automatische Fahr- und Bremssteuerung), und auch den vollautomatischen Betrieb ohne Fahrer (z. B. Linie U3 der U-Bahn Nürnberg), was neben der verkürzten Zugfolge auch noch wirtschaftliche Vorteile durch Einsparung des Fahrpersonals ergibt.

## Dichteste Zugfolgen in Deutschland

### Dichteste Zugfolgen im signalgesicherten EBO-Bereich
Bereits zu den Olympischen Sommerspielen 1936 fuhr die S-Bahn Berlin nach Einführung des Sv-Signalsystems abschnittsweise alle 90 Sekunden (40 Züge pro Stunde und Richtung); dies wurde auch durch das Fehlen eines Durchrutschweges hinter Ausfahrsignalen ermöglicht.
Später entwickelte Signalsysteme verkürzten die Zugfolgeabschnitte (Blockabschnitte), da in Deutschland ein Verzicht auf Durchrutschwege nicht den anerkannten Regeln der Technik entspricht. Erreicht wurde dies dadurch, dass der jeweilig übernächste Blockabschnitt als Durchrutschweg für den Folge-Blockabschnitt gilt. Zulässig ist jedoch weiterhin die Verkürzung des Durchrutschweges hinter Ausfahrsignalen an Bahnsteigenden auf eine Strecke von bis zu 2  m, wenn der maßgebende Schutzpunkt der Schluss des vorausgefahrenen Zuges ist und das nächste Signal mindestens 210 bzw. 260 Meter (S-Bahn Berlin bzw. S-Bahn Hamburg) entfernt liegt.
Die planmäßig dichteste Zugfolge einer Eisenbahnstrecke nach EBO befindet sich in Deutschland seit 2004 auf der Stammstrecke der Münchener S-Bahn, wo nach Ausrüstung der Strecke mit Linienzugbeeinflussung mit CIR-ELKE (modifiziert) zu Spitzenzeiten eine planmäßige Zugfolgezeit von 120 Sekunden erreicht wird (30 Züge pro Stunde und Richtung). Die technisch mögliche Mindestzugfolgezeit liegt bei 96 Sekunden (das sind 37,5 Züge pro Stunde und Richtung), ursprünglich wurden sogar 90 Sekunden (40 Züge pro Stunde und Richtung) gefordert.
Im Digitalen Knoten Stuttgart soll eine mittlere Zugfolgezeit von zwei Minuten auf den Zulaufgleisen und fünf Minuten an den Bahnsteigkanten realisiert werden.

### Dichteste Zugfolgen im signalgesicherten BOStrab-Bereich
Die dichteste Zugfolge nach BOStrab befindet sich auf einer U-Bahn-Strecke auf der Stammstrecke der Linie U2 und U3 der U-Bahn Nürnberg, wo ein fahrerloser Betrieb mit einer Zugfolgezeit von planmäßig 100 Sekunden (36 Züge pro Stunde) möglich ist. Kurz nach der Umstellung der Linie U2 auf automatischen Betrieb kam es jedoch zu einer Reihe von Störungen, so dass der Betrieb im 100-Sekunden-Takt zeitweise ausgesetzt war.
Im SelTrac-Versuchsbetrieb der Berliner U4 (1981–1993) konnten sogar technische Zugfolgezeiten von 50 bis 90 Sekunden erreicht werden.

### Dichteste Zugfolgen im nicht-signalgesicherten BOStrab-Bereich
Straßenbahnen fahren auf Streckenabschnitten ohne Signale auf Sicht und können daher abhängig von den Systemparametern (z. B. Doppelhaltestelle) noch dichter als die bisher technisch möglichen 50–90 Sekunden aufeinander folgen.

### Betriebliche Hinweise
Bei den Zeitangaben der heutigen Anwendungsfälle ist zu berücksichtigen, dass es sich um die kürzeste planmäßige Zugfolgezeit handelt, die grundsätzlich Reserven (Pufferzeiten) enthält, um verschiedene zufällige Einflüsse abzufangen und auch kleinere Verspätungen abbauen zu können. Die minimal technisch realisierbaren Zugfolgezeiten sind daher deutlich geringer, jedoch lassen sie sich aus Stabilitätsgründen nicht über längere Zeiträume mit mehreren Zügen realisieren; durch zufällige Einflüsse würde sonst ein Stau der Züge entstehen.
Die kürzest mögliche Zugfolgezeit für einen bestimmten Streckenabschnitt ist im Übrigen mathematisch abhängig von Zuglänge, Höchstgeschwindigkeit, Beschleunigungs- und Bremsverhalten, Sicherung der Zugfolge, Signalsystem, Zugbeeinflussungssystem, Fahrdienstvorschrift, weiteren betrieblichen Regelungen, sowie Fahrgastwechsel- und Abfertigungszeiten und lässt sich mit Hilfe von Methoden der Bedienungstheorie berechnen.

## Dichteste Zugfolgen in der Schweiz
Dichteste Zugfolgen auf signalgesicherten Normalspurbahnen
Auf den Fernstrecken im Schweizer Kernnetz, insbesondere auf der Neubaustrecke Mattstetten–Rothrist, verkehren mehrere InterCity- und InterRegio-Züge planmäßig im Abstand von zwei Minuten unmittelbar hintereinander.

## Österreich
In Österreich ist die Zugfolge in der Eisenbahnbau- und -betriebsverordnung (EisbBBV) geregelt. Nach § 112 EisbBBV ist die Folge der Zugfahrten durch Zugfolgestellen zu regeln. Örtlich nicht besetzte Zugfolgestellen sind einer besetzten Zugfolgestelle zuzuordnen. Zu den Zugfolgestellen zählen Bahnhöfe, Blockstellen, Überleitstellen und Abzweigstellen.

## Wirtschaftliche Aspekte
In der Netzwerkökonomie wird unter anderem das Schienennetz untersucht. Beim Schienennetz – dessen Netzzugang nur Eisenbahnunternehmen gestattet ist – kann beobachtet werden, dass die Verdichtung der Zugfolge zu einer höheren Verkehrsdichte auf Gleisen führt, was eine der Ursachen für Verspätungen darstellt. Folge kann ein Verkehrsstau sein; Verspätungen und Verkehrsstaus gelten als Netzstörung.
Um dies zu verhindern, muss bei der Fahrplanung auch die Netzlast berücksichtigt werden. Die Netzlast {\displaystyle N} ergibt sich aus der Gegenüberstellung der Kapazitätsauslastung des Schienennetzes zu einem bestimmten Zeitpunkt ({\displaystyle A}) mit der Kapazität {\displaystyle K}:
{\displaystyle N={\frac {\text{A}}{\text{K}}}}.
Für alle Netzbetreiber ist die Netzauslastung von hoher Bedeutung. Überschreitet die Netzauslastung eines Netzwerks seine Kapazität, liegt eine Netzüberlastung  ({\displaystyle {\text{Ü}}}) vor:
{\displaystyle {\text{Ü}}=A>K}.
Optimal ist diejenige Netzlast, die einen staufreien Zuglauf ermöglicht. Die Verkehrsströmungslehre hat ein Softwareprogramm („TAKT“) entwickelt, das eine Optimierung der Taktfahrlagenpläne innerhalb einer vorgegebenen Infrastruktur zur Erhöhung der Kundenzufriedenheit erlaubt.